# 青溪中橋
青溪中桥，位於太平南路南段，內橋之東，跨內秦淮河（古青溪河河段）；是东晋南朝时期，首都建康城东青溪南段的一座桥，西对臺城東門東陽門，臨近湘宮寺，其南為江總宅。據陳書、南史載，陳朝滅亡後，隋軍曾在青溪中橋斬陳叔寶寵妃張麗華。民國時期，這裡妓女叢集，故被稱為“人肉市場”。故有“好水淌不到四象橋”的南京俗語。

## 概述
青溪原名東渠，三國時期，東吳赤烏四年（241年）“冬十一月，詔鑿東渠”。因為中國古代四象之說，用北玄武、南朱雀、東青龍、西白虎象徵四方星宿。玄武湖在建業城北，所以叫后湖。因青龍在東，東為青色，所以東渠也稱青溪。古青溪闊五丈、深八尺，波流浩渺，連綿十里。三國東晉時期，在青溪上建有東門橋、菰首橋、尹橋、雞鳴橋、募士橋、青溪中橋、青溪大橋在內的七座橋。七橋九曲，是六朝時期江左勝流聚游之處。青溪河兩岸非常繁華，是當時六朝世族宅居之地。
青溪中橋橋址即現江蘇省南京市四象橋（明朝后改称）。始建於東晉，名為青溪中橋。附近有江總宅，是六朝時期門閥士族聚居地。当时又名湘寺桥。南朝劉宋時期，曾在橋北建有宏麗的湘宮寺。原為劉宋明帝的王府，其登基後，舍府為寺。在此建造了兩座五層寶塔，極其奢麗。舊傳，塔前有四只雕琢精緻的大石象，栩栩如生，特別引人注目。橋溿有一富室，家有一口井，井水沁人。有五人騎馬並行，見到四象稱贊不已。有“五馬並行望四象”的俗語。
湘宮寺北面，為南齊武帝蕭道成宅，也即後來的芳林園。宋代人張椿《青溪閣記》云“青溪數曲，近在城中，晉則為郗曾施所領覽，陳則為江總持有所依據”。
陳国灭亡时，南陳後主的寵妃張貴妃（張麗華）被晋王杨广下令斬首於青溪柵下，首级牓於青溪中橋，以謝三吳。青溪中橋，後遂用為詠美人被處斬之典故。也藉詠君妃亡國的典故。昔日橋溿附近的青溪小姑祠，傳說供奉著青溪小姑、張麗華、孔貴嬪。
元朝詞曲大家白朴在《奪錦標·霜水明秋》的序言：“庚辰卜居建康，暇日訪古，采陳後主、張貴妃事以成素志。按後主既然脫景陽井之厄，隋元帥府長史高颎竟然就戮麗華於青溪。後人哀之，其地立小祠，祠中塑二女郎，次則孔貴嬪也。今天遺留構荒涼，廟貌亦不存矣。感歎之餘。做樂府《青溪怨》”。
宋元時期，名為東虹橋。明朝初期，改名四象橋又稱為青平橋。四象橋來歷，一說橋原在湘宮寺邊，名湘寺橋。後以湘寺廟反讀寺廟湘諧音，而稱四象橋。二說，湘宮寺橋四座石象，而稱四象橋。清朝文人陈文述由此感慨“中桥遗址水冷冷，惆怅青溪一曲清。”
萧梁人吴均《续齐谐记》记载：会稽人赵文韶，当时在刘宋时当东宫扶侍。一个秋夜，他坐在与尚书王叔卿家仅一巷之隔的青溪中桥，怅然思念故乡来了，于是，赵文韶倚门唱《西鸟夜飞》。之后忽然有青衣婢女出现相约，赵文韶欣然应允，不一会，王家娘子来到文韶跟前，文韶一看她大约十八九岁，容色可怜，后面两婢女相随。文韶问姑娘家住何处？姑娘用手指王尚书家：“我就住在那里，因听到您的歌声故来相会。您能否为我再弹唱一曲？”赵文韶即为姑娘唱《草生磐石》，音韵清畅，深得姑娘欣赏；她表示回报一曲，随即命婢女回家取来箜篌，为文韶鼓之。离开时，女子留金簪给赵文韶；文韶则以银碗、白琉璃匕各一枚回赠。次日文韶出来至青溪庙休息，见祠座上有碗，屏风后则有琉璃匕。神庙中供有女姑神像，青衣婢女立在前。此时赵文韶这才明白，他所看到的女子，是蒋子文的三妹，也就是庙里供奉的女姑，即“青溪小姑”。       明人吳翌鳳《青溪小姑祠》：“流水娟娟匯碧溪，垂楊影里闔雙扉。 凌波歸晚，苔色冷浸衣。彈箜篌留不住，中橋涼月夜迷離。 碧桃花下，何處夢云飛？”
唐朝李商隐在《无题二诗》的第二首中也提及在当地流传甚广，宋朝《乐府诗集》中收有《清溪小姑曲》：“开门白水，侧近桥梁。小姑所居，独处无郎。”